# Old Mill (Automarke)
Old Mill war eine britische Automobilmarke, die 1914–1916 von der Albert Lambourne Ltd. in Brighton (Sussex) gefertigt wurde.
Es wurde nur ein einziges Modell gebaut, der Old Mill 10 hp. Der zweisitzige Wagen besaß einen  Vierzylinder-Reihenmotor mit 1,1 l Hubraum. Er hatte einen Radstand von 2.743 mm. Ende 1916 war die Marke als Folge des Ersten Weltkrieges wieder vom Markt verschwunden. Es waren nur etwa zwölf Exemplare entstanden.

## Modelle
| Modell | Bauzeitraum | Zylinder | Hubraum  | Radstand |
| ------ | ----------- | -------- | -------- | -------- |
| 10 hp  | 1914–1916   | 4 Reihe  | 1094 cm³ | 2743 mm  |

## Quelle
- David Culshaw, Peter Horrobin: The Complete Catalogue of British Cars 1895–1975. Veloce Publishing plc. Dorchester (1999). ISBN 1-874105-93-6